# Chiquimula
Chiquimula é um dos 22 departamentos da Guatemala, país da América Central, sua capital é a cidade de Chiquimula.
Este departamento tem plantações de tabaco.

## Municípios
1. Camotán
2. Chiquimula
3. Concepción Las Minas
4. Esquipulas
5. Ipala
6. Jocotán
7. Olopa
8. Quezaltepeque
9. San Jacinto (Chiquimula)
10. San José La Arada
11. San Juan Ermita